# Phyllobrotica elegans
Phyllobrotica elegans es una especie de insecto coleóptero de la familia Chrysomelidae. Fue descrita en 1866 por Kraatz.